# Eppenschlag

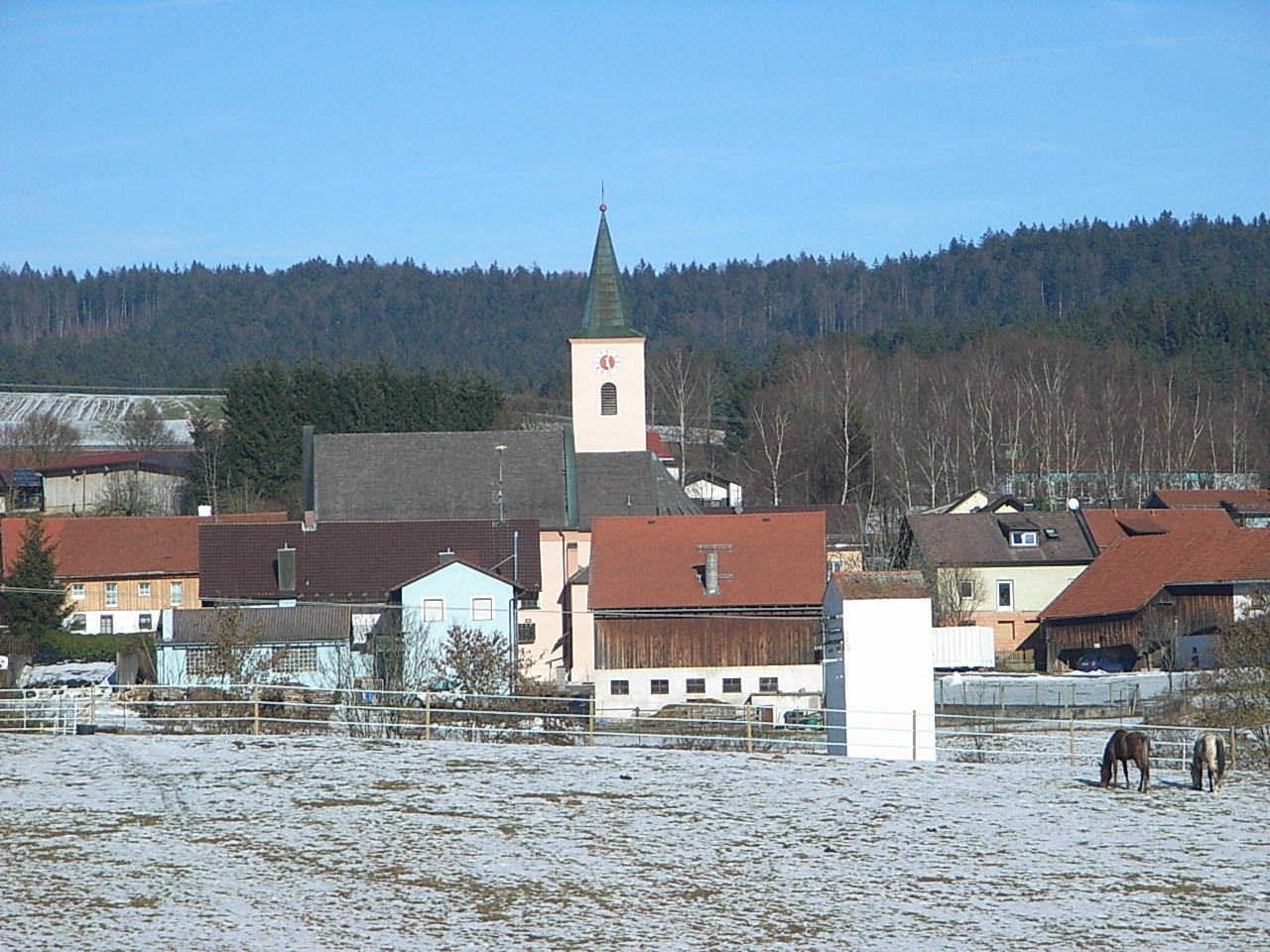
Der Ort Eppenschlag

Eppenschlag ist eine Gemeinde im niederbayerischen Landkreis Freyung-Grafenau.

## Geografie

### Geografische Lage
Die Gemeinde liegt in der Region Donau-Wald inmitten des Bayerischen Waldes an der Grenze zum Landkreis Regen. Das Pfarrdorf Eppenschlag befindet sich 40 km südöstlich von Viechtach, 20 km südlich von Zwiesel und 45 km nördlich von Passau. Im Südwesten führt die B 85 vorbei.

### Nachbargemeinden
- Innernzell
- Kirchdorf im Wald
- Spiegelau
- Schönberg

### Gemeindegliederung
Es gibt 21 Gemeindeteile (in Klammern ist der Siedlungstyp angegeben):
- Daxberg (Einöde)
- Eppenschlag (Pfarrdorf)
- Fürstberg (Weiler)
- Großmisselberg (Dorf)
- Gschwendtnermühle (Einöde)
- Hohenthan (Dorf)
- Hungerberg (Dorf)
- Hungermühle (Weiler)
- Kaltenberg (Weiler)
- Kleinarmschlag (Weiler)
- Kohlstatt (Weiler)
- Kraftmühle (Einöde)
- Marbach (Dorf)
- Rametnach (Dorf)
- Raumreuth (Einöde)
- Reinhardsschlag (Einöde)
- Rottenberg (Einöde)
- Sommerau (Weiler)
- Steinberg (Einöde)
- Waldeck (Weiler)
- Wolfertschlag (Dorf)

Das Gemeindegebiet besteht aus den Gemarkungen Eppenschlag und Großmisselberg. Auf der Gemarkung Großmisselberg liegen die vier Gemeindeteile Großmisselberg, Hohenthann, Hungerberg und Kleinarmschlag, der andere Teil dieser Gemarkung liegt in der Nachbargemeinde Schönberg, da Großmisselding 1946 aufgeteilt wurde.

## Geschichte

### Bis zur Gemeindegründung
Im Jahr 1395 wurden in Epenschlag acht Güter genannt. Eppenschlag gehörte zum Rentamt Straubing und zum Landgericht Bärnstein des Kurfürstentums Bayern und war Sitz einer Obmannschaft.
Im Zuge der Verwaltungsreformen in Bayern entstand mit dem Gemeindeedikt von 1818 die Gemeinde.

### 19. und 20. Jahrhundert
Im Jahr 1830 brannte das Dorf fast vollständig ab, 1875 und 1899 gab es kleinere Brände. Seit 1901 besitzt Eppenschlag eine eigene Kirche. Die Expositur Eppenschlag wurde 1914 errichtet, die Pfarrei 1921.
Am Ende des Zweiten Weltkrieges wurde Eppenschlag am 25. April schwer beschädigt, als es zu einem Kampf zwischen der amerikanischen 11th Armored Division und einer deutschen Einheit kam. Sechs deutsche Soldaten fielen.
Im Jahre 1951 wurde der in Marbach geborene Schriftsteller Franz Schrönghamer-Heimdal Ehrenbürger von Eppenschlag.
Am 28. Dezember 1946 wurde der größere Teil der Gemeinde Großmisselberg eingegliedert. 1978 wurde die Gemeinde Mitglied der Verwaltungsgemeinschaft Schönberg.

### Einwohnerentwicklung
Zwischen 1988 und 2018 wuchs die Gemeinde von 893 auf 937 Einwohner bzw. um 4,9 %.
- 1840: 675 Einwohner
- 1871: 774 Einwohner
- 1900: 761 Einwohner
- 1925: 800 Einwohner
- 1939: 828 Einwohner
- 1950: 981 Einwohner
- 1961: 886 Einwohner
- 1970: 892 Einwohner
- 1980: 803 Einwohner
- 1987: 890 Einwohner
- 1991: 910 Einwohner
- 1995: 950 Einwohner
- 2000: 973 Einwohner
- 2005: 980 Einwohner
- 2010: 973 Einwohner
- 2015: 982 Einwohner

## Politik
Die Gemeinde ist Mitglied der Verwaltungsgemeinschaft Schönberg.

### Gemeinderat
Die Gemeinderatswahlen seit 2014 führten zu folgenden Stimmenanteilen und Sitzverteilungen:
| Partei/Liste | 2020  | 2020  | 2014 | 2014  |
| Partei/Liste | %     | Sitze | %    | Sitze |
| ------------ | ----- | ----- | ---- | ----- |
| CSU          | 57,53 | 5     | 59,2 | 5     |
| UWG          | 42,47 | 3     | 40,8 | 3     |

### Bürgermeister
Ehrenamtlicher Erster Bürgermeister ist Peter Schmid (CSU). Er ist seit 1. Mai 2020 Nachfolger von Christian Süß (CSU). Dessen Vorgänger Karl Reith (CSU), der 2008 ohne Gegenkandidat mit 92,1 % der gültigen Stimmen gewählt wurde, trat nach 35 Jahren im Amt zum 1. Mai 2013 aus gesundheitlichen Gründen zurück. Bis zur damaligen Neuwahl am 28. Juli 2013 führte sein Stellvertreter Michael Binder (CSU) die Amtsgeschäfte. Seit 2020 ist Peter Schmid neuer Bürgermeister.

### Wappen
| Wappen von Eppenschlag | Blasonierung: „In Blau eine eingeschweifte silberne Spitze, darin übereinander ein mit vier Messern besetztes unterhalbes Rad und ein rotes Beil; vorne ein silberner Balken, hinten ein silberner Wellenbalken.“ |
| Wappen von Eppenschlag | Wappenbegründung: Das halbe Rad, das geminderte Attribut der heiligen Katharina, verweist auf das Pfarrpatrozinium von Eppenschlag. Das Beil ist ein für den Ortsnamen redendes Bild. Eppenschlag nennt sich nach dem legendären Gründer Eppo, der hier den Wald schlug und damit die Grundlage für die Rodungssiedlung schuf. Der silberne Balken auf blauem Grund ist dem Wappen der Grafen von Hals entnommen, die im 14. Jahrhundert als Grundherren im Gemeindegebiet nachweisbar sind. Großmisselberg (Mistlberg), bis 1946 selbstständige Gemeinde, wird im Leuchtenberger Urbar der Herrschaft Hals von 1395 genannt, das 20 Jahre nach dem Tod des letzten Halsers einen Überblick über die Zugehörungen der ehemaligen Grafschaft Hals gab. Der silberne Balken gilt zugleich als Symbol für die wichtige Verkehrsader der Bundesstraße 85, die sog. Ostmarkstraße. Der silberne Wellenbalken im hinteren Feld repräsentiert den Gemeindeteil Marbach, dessen Name sich wahrscheinlich von dem Grenzbach (heute Röhrnachbach) zwischen den alten Gerichten Bärnstein und Regen ableitet. In der Farbgebung wird an historisch bedeutsame Herrschaftsträger im Gemeindegebiet erinnert. Silber und Rot stehen für das Fürstbistum Passau, Silber und Blau für die wittelsbachisch-bayerische Landesherrschaft. Dieses Wappen wird seit 1984 geführt. |

## Baudenkmäler
- Die katholische Pfarrkirche St. Katharina wurde 1901 nach Plänen des Münchener Architekten Joseph Elsner erbaut und ausgestattet. 1971 wurde die Ausstattung beseitigt und die Kirche innen neu gestaltet.[10]

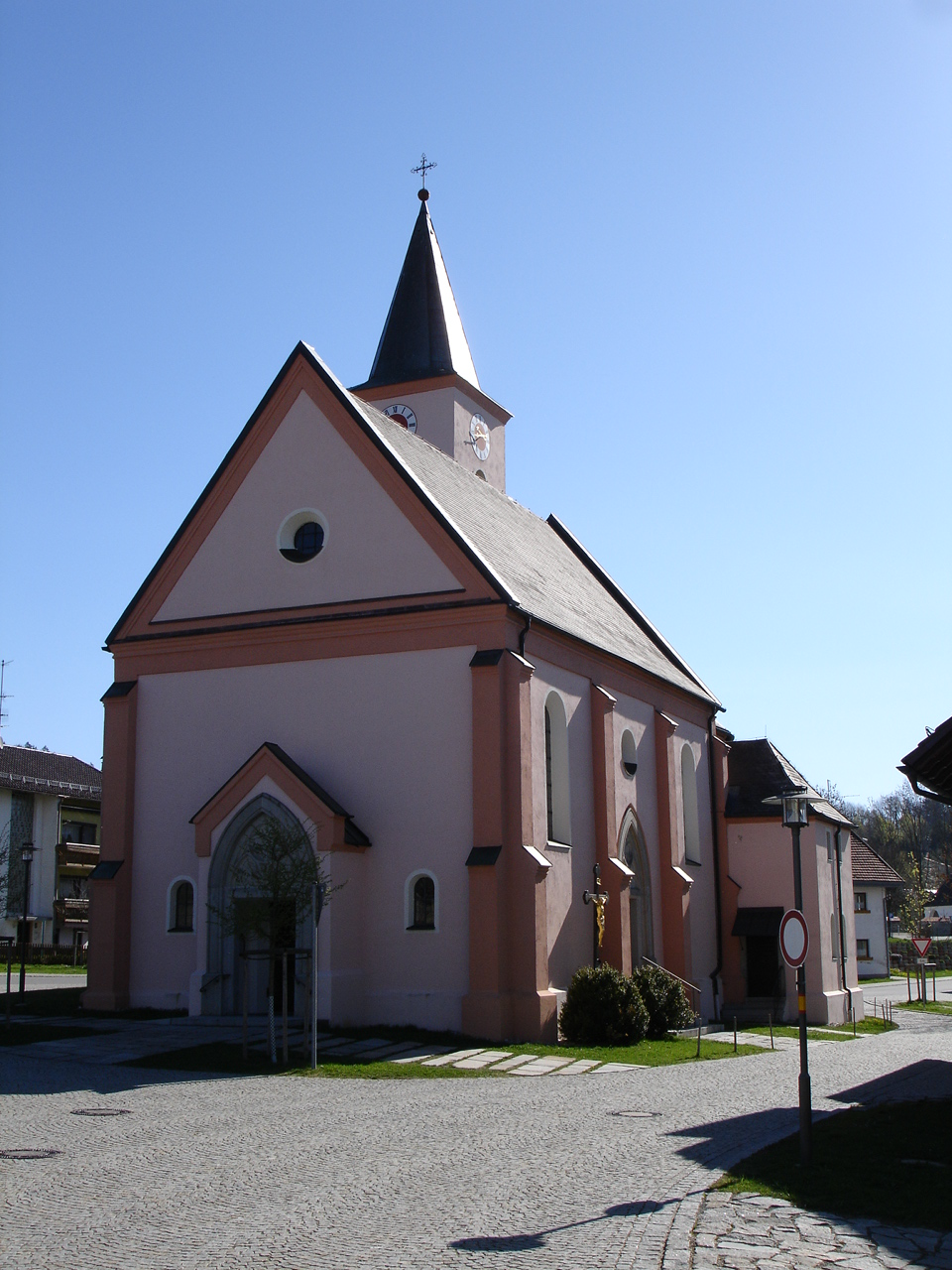
Pfarrkirche St. Katharina

## Wirtschaft und Infrastruktur

### Unternehmen
Im Jahre 2017 gab es nach der amtlichen Statistik 90 sozialversicherungspflichtig Beschäftigte am Arbeitsort und 363 am Wohnort, so dass die Zahl der Auspendler um 273 höher war. 2016 bestanden 29 landwirtschaftliche Betriebe, landwirtschaftlich genutzt waren 962 ha, davon waren 769 ha Dauergrünfläche und 193 ha Ackerland.

### Bildung
Im Jahre 2018 gab es folgende Einrichtungen:
- Kindertagesstätte mit 33 Plätzen und 18 Kindern